# Pengar – en tragikomisk saga
Pengar – en tragikomisk saga är en svensk komedifilm från 1946 i regi av Nils Poppe. I huvudrollerna ses Nils Poppe och Inga Landgré. Filmen var ett av Sveriges bidrag till Biennalen i Venedig 1947, där den erhöll Biennalens pris för bästa komedi.

## Handling
Harry Orvar Larsson är en fattig vagabond som på grund av sin hopplösa tillvaro lägger snaran om sin hals för att hänga sig. Repet brister och livsgnistan återvänder när han möter en mera optimistisk olycksbroder, filosofen och luffaren Anton Bodin.
Harry får jobb som skogshuggare tillsammans med de elaka bröderna Sint, kallade Lång-Sint, Arg-Sint, Små-Sint, Ond-Sint, Svag-Sint och Vild-Sint. Den unga söta kockan Maria lagar deras mat. Harry och Maria förälskar sig i varandra. 
Helt överraskande får Harry ärva en massa pengar och tvingas fly från de elaka bröderna som tänker ta livet av honom.

## Om filmen
Filmen Pengar räknas av många som Nils Poppes bästa film. Här fick han visa upp sin artistiska bredd, både som komiker och seriös skådespelare. Pengar – en tragikomisk saga är en grym historia som pendlar mellan skratt och gråt i Chaplin-anda. Charlie Chaplin själv beundrade sin svenska motsvarighet Nils Poppe.
Pengar – en tragikomisk saga har visats i SVT, bland annat 1993, 1998, i juli 2020, i juli 2022 och i januari 2024.

## Rollista i urval
| Nils Poppe           | – Harry Orvar Larsson, miljonarvinge                             |
| Sigge Fürst          | – Sigvard "Sigge" Vildsint, skogshuggare                         |
| Carl Reinholdz       | – Kalle Svagsint, skogshuggare                                   |
| Hilding Rolin        | – Hilding Argsint, skogshuggare                                  |
| Birger Åsander       | – Birger Ondsint, skogshuggare                                   |
| Gustaf Färingborg    | – Gustav Småsint, skogshuggare                                   |
| Alexander Baumgarten | – Helge Långsint, skogshuggare                                   |
| Inga Landgré         | – Maria Bergdahl                                                 |
| Elof Ahrle           | – Anton "Filosofen" Bodin, luffare, Kurt Bergdahls svåger        |
| Ulla Norgren         | – servitrisen på Café L'Ambassadör                               |
| Arne Lindblad        | – kaféägaren                                                     |
| Gösta Qvist          | – G. Karlsson, skogshuggare som bevittnar Harrys namnunderskrift |

## Kritik
"Vacker, tragisk och rolig" var kritikernas omdöme om filmen och Poppe vann en konstnärlig seger. Men meningarna gick isär. "Den är rå, dum och saknar humor!" Det omdömet satte svenska filmcensuren när Pengar spelades upp för första gången på Statens biografbyrå.
När den frisläpptes fick den guldmedalj i Venedig för sin "ömhet, intelligens och humor". När filmen nådde Frankrike kunde Pair Soir konstatera: "Nils Poppe är en världskomiker – både filosof och poet". Pengar nådde stor framgång i hela Europa och Nils Poppe uppmärksammades som internationell filmkomiker.

## Musikal
Tanken på Pengar lämnade inte Nils Poppe när den vevats färdigt på biograferna. Under 1960-talet arbetade han om filmmanuset till en scenföreställning, Pengar (musikal). Föreställningen hade premiär på Malmö stadsteater hösten 1967 och spelades även på Fredriksdalsteatern i Helsingborg några år senare. 

## Musik i filmen
- Våren kommer med dej, kompositör Hans Grossman, text Karl-Lennart, instrumental
- Riddaren och jungfrun, kompositör Nils Castegren, text Gardar Sahlberg, sång Eva Dahlbeck
- La cucaracha, instrumental
- Loin du bal, op. 36, kompositör Ernest Gillet, instrumental
- In a Persian Market, kompositör Albert W. Ketèlbey, instrumental
- Pianosonat i h-moll, op. 35, "Sorgmarschsonaten". Sats 3 "Marche funèbre", kompositör Frédéric Chopin, instrumental
- Burlatskaja/Svornik russkich narodnych psen/Éj uchnem'! (Pråmdragarnas sång/Volgasången) text Miguel Torres, instrumental
- Scelkuncik. Val's cvetov (Vals tsvetov) (Nötknäpparen. Blommornas vals), kompositör Pjotr Tjajkovskij, instrumental
- Ungerska rapsodier. Nr 2, ciss-moll, kompositör Franz Liszt, instrumental
- Les millions d'Arlequin, kompositör Riccardo Drigo, instrumental
- Videvisan (Sov, du lilla videung), kompositör Alice Tegnér, text Zacharias Topelius, sångare Hilding Rolin, Sigge Fürst, Birger Åsander, Gustaf Färingborg, Carl Reinholdz, Alexander Baumgarten
- Silver Threads Among the Gold (Varför skola mänskor strida?), kompositör Hart Pease Danks, engelsk text Eben E. Rexford, svensk text Emil Norlander, och Valdemar Dalquist, sång Ulla Norgren